# داستان اسباب‌بازی
داستان اسباب‌بازی (انگلیسی: Toy Story) فیلمی پویانمایی کمدی ماجراجویی آمریکایی محصول سال ۱۹۹۵ است که توسط استودیوهای انیمیشن پیکسار برای والت دیزنی پیکچرز ساخته شد. این فیلم، اولین قسمت از فرنچایز داستان اسباب‌بازی و اولین فیلم بلند پویانمایی تمام رایانه‌ای و همچنین اولین فیلم بلند پیکسار است. این فیلم به کارگردانی جان لستر، نویسندگی جاس ویدون، اندرو استنتون، جوئل کوهن و الک سوکولو، بر اساس داستانی از لستر، استنتون، پیت داکتر و جو رنفت و تهیه‌کنندگی بونی آرنولد و رالف گوگنهایم و ساخته شده است. تام هنکس، تیم آلن، آنی پاتس، جان راتزنبرگر، دان ریکلس، والاس شاون و جیم وارنی صداپیشگان این فیلم هستند.
داستان فیلم در دنیایی رخ می‌دهد که در آن، اسباب‌بازی‌ها زمانی که انسان‌ها حضور ندارند، زنده می‌شوند. محور اصلی داستان بر رابطه‌ یک عروسک کابوی قدیمی به نام وودی و یک فیگور اکشن فضانورد مدرن به نام باز لایتیر تمرکز دارد، جایی که وودی به باز حسادت می‌کند، زیرا او تبدیل به اسباب‌بازی محبوب صاحبشان، اندی، می‌شود.
پس از موفقیت فیلم کوتاه اسباب‌بازی فلزی که در سال ۱۹۸۸ منتشر شد، دیزنی از پیکسار درخواست کرد که یک فیلم پویانمایی بلند رایانه‌ای با دیدگاه یک اسباب‌بازی کوچک بسازد. لستر، استنتون، و داکتر نسخه‌های اولیه‌ای از داستان را نوشتند، اما دیزنی آنها را رد کرد و خواستار لحنی «جذاب‌تر» برای فیلم شد. پس از چندین نسخه‌ آزمایشی ناموفق، تولید متوقف شد و فیلم‌نامه بازنویسی شد تا بهتر بازتاب‌دهنده‌ لحن و تم موردنظر پیکسار باشد: «اسباب‌بازی‌ها به‌شدت می‌خواهند که کودکان با آنها بازی کنند، و این خواسته، امیدها، ترس‌ها و اقدامات آنها را شکل می‌دهد.» این استودیو که در آن زمان تعداد نسبتاً کمی کارمند داشت، داستان اسباب‌بازی را با بودجه‌ محدود تولید کرد.
داستان اسباب‌بازی در ۱۹ نوامبر ۱۹۹۵ در تئاتر ال کاپیتان در لس آنجلس به نمایش درآمد و در ۲۲ نوامبر همان سال در سینماهای آمریکای شمالی اکران شد. این فیلم در آخر هفته‌ افتتاحیه، پرفروش‌ترین فیلم شد و در نهایت بیش از ۳۷۳ میلیون دلار در سراسر جهان فروش کرد و به دومین فیلم پرفروش سال ۱۹۹۵ تبدیل شد. این فیلم با استقبال گسترده‌ای از سوی منتقدان مواجه شد و نوآوری فنی در پویانمایی، فیلم‌نامه، موسیقی متن رندی نیومن، جذابیت برای تمامی گروه‌های سنی و اجرای صداپیشگان (به‌ویژه هنکس و آلن) مورد تحسین قرار گرفت. این فیلم در وبگاه راتن تومیتوز امتیاز ۱۰۰٪ تأییدیه دارد و اغلب به عنوان یکی از بهترین فیلم پویانمایی‌های تاریخ و همچنین به دلیل جایگاهش به عنوان اولین فیلم پویانمایی رایانه‌ای، یکی از مهم‌ترین فیلم‌های تاریخ سینما شناخته می‌شود. این فیلم نامزد سه جایزه‌ اسکار شد–بهترین فیلم‌نامه‌ غیراقتباسی (اولین فیلم پویانمایی که در این بخش نامزد شد)، بهترین ترانه‌ برای «تو در من یک دوست داری» و بهترین موسیقی فیلم–همچنین یک جایزه‌ افتخاری ویژه‌ اسکار.
در سال ۲۰۰۵، کتابخانه‌ کنگره‌ این فیلم را به دلیل اهمیت فرهنگی، تاریخی و زیبایی‌شناختی در فهرست ملی ثبت فیلم آمریکا برای حفاظت دائمی قرار داد. داستان اسباب‌بازی آغازگر یک فرنچایز چندرسانه‌ای شد که شامل سه دنباله (و یک دنباله‌ چهارم در حال برنامه‌ریزی) است که با داستان اسباب‌بازی ۲ (۱۹۹۹) شروع می‌شود؛ این فرنچایز همچنین دارای یک فیلم اسپین‌آف لایتیر (۲۰۲۲) و چندین فیلم کوتاه است. این فیلم در سال ۲۰۰۹ نیز به عنوان بخشی از یک ویژگی دوگانه همراه با فیلم دوم به‌صورت سه‌بعدی در سینماها باز‌اکران شد.

## داستان
گروهی از اسباب‌بازی‌های هوشیار، که وقتی انسان‌ها اطرافشان هستند خود را بی‌جان نشان می‌دهند، در حال آماده شدن برای نقل مکان به خانه‌ جدیدی به همراه صاحب کوچکشان اندی دیویس، خواهر نوزادش مالی و مادر مجردشان خانم دیویس هستند. آنها متوجه می‌شوند که جشن تولد اندی به‌طور غیرمنتظره‌ای جلو افتاده است. چندین اسباب‌بازی – از جمله آقای سیب‌زمینی، سگ اسلینکی، رکس (تیرانوسور)، هم (قلک خوکی) و بو پیپ (عروسک چینی) – نگران می‌شوند که اندی ممکن است هدیه‌ای دریافت کند که جای آنها را بگیرد. برای آرام کردن آنها، کلانتر وودی، اسباب‌بازی محبوب اندی و رهبر نانوشته‌ گروه، سارج و سربازان سبز ارتشی را می‌فرستد تا با استفاده از بی‌سیم کودک جشن تولد را زیر نظر بگیرند. اندی یک اکشن فیگور باز لایتیر هدیه می‌گیرد، که گمان می‌کند واقعاً یک تکاور فضایی است و نمی‌داند که در حقیقت یک اسباب‌بازی است. باز با قابلیت‌های پیشرفته‌ خود بقیه را تحت تأثیر قرار می‌دهد و به اسباب‌بازی جدید مورد علاقه‌ اندی تبدیل می‌شود، که حسادت وودی را برمی‌انگیزد.
دو روز پیش از اسباب‌کشی، خانواده‌ اندی برنامه‌ای برای شام در سیاره پیتزا دارند. برای اینکه اندی او را همراه ببرد و نه باز را، وودی سعی می‌کند با استفاده از آرسی، یک ماشین کنترلی، باز را پشت میز بیندازد. اما باز به‌طور تصادفی از پنجره‌ی اتاق بیرون می‌افتد، و بیشتر اسباب‌بازی‌ها باور می‌کنند که وودی عمداً باز را نابود کرده است. اندی، که از ماجرا خبر ندارد، وودی را با خود می‌برد، اما باز که به شدت عصبانی است، در ماشین به وودی حمله می‌کند. در حین درگیری، هر دو از ماشین بیرون می‌افتند و جا می‌مانند. پس از یک مشاجره‌ دیگر، آنها سوار یک کامیون تحویل سیاره پیتزا می‌شوند تا خود را به رستوران برسانند.
در سیاره پیتزا، باز اشتباهاً فکر می‌کند که یک ماشین چنگکی پر از اسباب‌بازی آدم فضایی یک موشک واقعی است و داخل آن می‌رود، درحالی‌که وودی او را تعقیب می‌کند. در این بین، سید فیلیپس، همسایه‌ بدذات اندی، آنها را از داخل ماشین چنگکی برمی‌دارد و به خانه‌ خود می‌برد. آنجا، آنها با اسکاد، سگ بول تریر سید، و همچنین اسباب‌بازی‌های جهش‌یافته‌ای که او با قطعات خراب‌شده‌ سایر اسباب‌بازی‌ها ساخته است، روبه‌رو می‌شوند.
پس از دیدن یک تبلیغ تلویزیونی برای خودش، باز دچار بحران وجودی می‌شود و متوجه می‌شود که او واقعاً فقط یک اسباب‌بازی است. او تلاش می‌کند پرواز کند، اما سقوط کرده و دستش می‌شکند. اسباب‌بازی‌های جهش‌یافته‌ سید، باز را تعمیر می‌کنند، اما سید او را به یک موشک آتش‌بازی وصل می‌کند و قصد دارد فردای آن روز او را منفجر کند. در طول شب، وودی به باز کمک می‌کند تا دلیل واقعی وجودش را بفهمد، اینکه وظیفه‌ او شاد کردن اندی است. این باعث می‌شود که باز اعتماد به نفسش را بازیابد. روز بعد، سید برای منفجر کردن باز به حیاط می‌رود، اما وودی اسباب‌بازی‌های جهش‌یافته را جمع می‌کند و آنها را وادار می‌کند که در برابر سید زنده شوند و او را وحشت‌زده کنند. سید با ترس فرار می‌کند و قول می‌دهد که دیگر هیچ اسباب‌بازی‌ای را اذیت نکند.
اکنون که آزاد شده‌اند، وودی و باز سعی می‌کنند خود را به کامیون اسباب‌کشی خانواده‌ دیویس برسانند، اما اسکاد به وودی حمله می‌کند. باز عقب می‌ماند تا با سگ مبارزه کند، درحالی‌که وودی خود را به کامیون می‌رساند و آرسی را بیرون می‌اندازد تا باز را نجات دهد. اما بقیه‌ اسباب‌بازی‌ها، که هنوز فکر می‌کنند وودی یکی دیگر از آنها را نابود کرده است، او را نیز از کامیون بیرون می‌اندازند. وودی و باز با استفاده از آرسی کامیون را تعقیب می‌کنند، اما در نهایت باتری‌های آرسی تمام می‌شود. در لحظه‌ آخر، وودی با استفاده از فندک سید، موشک بسته‌شده به باز را روشن می‌کند. باز در لحظه‌ مناسب بال‌هایش را باز می‌کند تا چسب موشک را جدا کند، درست قبل از اینکه موشک منفجر شود. در نهایت، وودی و باز از طریق سانروف ماشین خانم دیویس به داخل خودرو سر می‌خورند و سالم فرود می‌آیند.
مدتی بعد، اسباب‌بازی‌ها در خانه‌ جدید اندی گوش به زنگ باز کردن کادوهای کریسمس هستند. آقای سیب‌زمینی خوشحال می‌شود وقتی می‌بیند که مالی یک خانم سیب‌زمینی هدیه گرفته است. وودی و باز با شوخی از خودشان می‌پرسند که چه چیزی می‌تواند از باز بدتر باشد، اما وقتی اندی یک توله‌سگ داکس‌هوند هدیه می‌گیرد، نگران و مضطرب به یکدیگر نگاه می‌کنند.

## صداپیشگان
- تام هنکس در نقش وودی، عروسک گاوچران با بند کشیدنی که اسباب‌بازی موردعلاقهٔ اندی است.
- تیم آلن در نقش باز لایتیر، اکشن فیگور تکاور فضایی، رقیب وودی که بعدها دوست صمیمی او می‌شود.
- دان ریکلس در نقش آقای کله سیب‌زمینی، عروسک سیب‌زمینی بدبین که اعضای بدنش از هم جدا می‌شود.
- جیم وارنی در نقش سگ اسلینکی، سگ داشهوندی که اسباب‌بازی اسلینکی است.
- والاس شاون در نقش رکس، اکشن فیگور تیرانوسوروس سبزرنگی که مضطرب است.
- جان راتزنبرگر، در نقش هام، قلک هوشمندی که صحبت می‌کند.
- آنی پاتس در نقش بو پیپ، عروسک چوپان چینی[a] و نقش مقابل وودی.
- جان موریس در نقش اندی دیویس، صاحب اسباب‌بازی‌ها.
- اریک ون دتن در نقش سید فیلیپس، همسایهٔ دیواربه‌دیوار اندی که اسباب‌بازی‌ها را برای تفریح خراب می‌کند.
- لاری میت کالف در نقش خانم دیویس، مادر اندی و مولی.
- آر. لی ارمی در نقش گروهبان، رهبر دسته‌ای سرباز که آدمک‌های پلاستیکی سبز هستند.
- سارا فریمن در نقش هانا فیلیپس، خواهر کوچک‌تر سید.
- پن جیلت در نقش گویندهٔ آگهی تلویزیونی باز لایتیر.
- صداپیشگان دوبله فارسی (گلوری)
- محمدرضا صولتی در نقش وودی و لنی
- حامد عزیزی در نقش باز لایتیر
- آرزو آفری در نقش اندی
- ساناز غلامی در نقش سید
- علیرضا طاهری در نقش گروهبان
- وحید رونقی در نقش آقای سیب زمینی
- صداپیشگان دوبله فارسی (صدا و سیما)
- منوچهر والی زاده در نقش وودی
- علی همت مومیوند در نقش بازلایتیر
- بیژن علیمحمدی در نقش آقای سیب زمینی
- داوود شعبانی نصر در نقش قلک خوکی
- مهتاب تقوی در نقش بو بیپ(دختر چوپان)
- فریبا شاهین مقدم در نقش اندی
- شایسته تاجبخش در نقش سید
- مینو غزنوی در نقش مادر اندی
- ناهید امیریان در نقش هانا خواهر سید
- سیامک اطلسی در نقش گروهبان
- مهرداد ارمغان در نقش صاحب پمپ بنزین

## ساخت

### توسعه

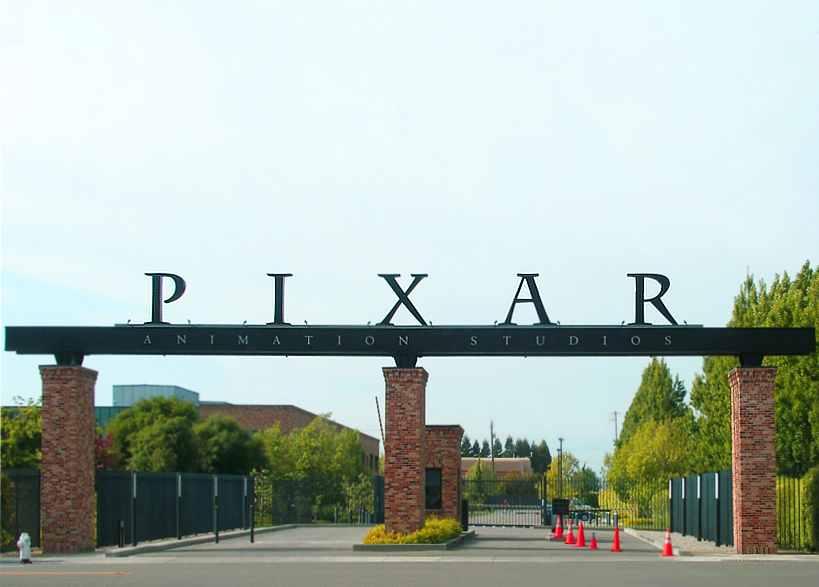
ورودی استودیو پیکسار در امری ویل، کالیفرنیا

اولین تجربهٔ جان لستر از پویانمایی رایانه‌ای، زمانی بود که به‌عنوان پویانما در استودیو انیمیشن والت دیزنی کار می‌کرد و دوستانش صحنه‌ای از موتورسیکلت نوریِ ترون را به او نشان دادند. این یک تجربهٔ چشم‌نواز بود که لستر را از امکاناتی که به‌وسیلهٔ تولیدات رایانه‌ای ارائه می‌شد، آگاه کرد. لستر سعی کرد تا توستر کوچولوی شجاع را به‌عنوان یک فیلم پویانمایی تمام رایانه‌ای به دیزنی ارائه کند اما این ایده رد و لستر اخراج شد. او سپس به کار در لوکاس فیلم ادامه داد و در سال ۱۹۸۶، یکی از اعضای مؤسس پیکسار شد. در سال ۱۹۸۶، استیو جابز، کارآفرین و بنیان‌گذار اپل پیکسار را خریداری کرد. لستر در پیکسار فیلم‌های کوتاه پویانمایی رایانه‌ای ساخت تا توانایی‌های رایانهٔ تصویرساز پیکسار را به نمایش بگذارد. لستر در سال ۱۹۸۸، فیلم کوتاه اسباب‌بازی فلزی را از منظر یک اسباب‌بازی ساخت که به عشق لستر به اسباب‌بازی‌های کلاسیک اشاره دارد. این فیلم توانست جایزهٔ اسکار بهترین پویانمایی کوتاه را از شصت و یکمین دورهٔ جوایز اسکار کسب کند؛ اولین فیلم کوتاه پویانمایی رایانه‌ای که توانست این جایزه را برنده شود.
اسباب‌بازی فلزی توجه دیزنی را به خود جلب کرد و مایکل آیسنر به‌عنوان مدیرعامل و جفری کاتزنبرگ، مدیر بخش فیلم که تیم مدیریتی جدید دیزنی را تشکیل می‌دادند، تلاش برای بازگشت لستر را آغاز کردند. لستر که از اعتماد جابز به خودش سپاسگزار بود، مجبور شد تا در پیکسار بماند. او به ادوین کتمول، بنیان‌گذار پیکسار گفت: «من می‌توانم به دیزنی بروم و کارگردان شوم یا اینجا بمانم و تاریخ را بسازم.» کاتزنبرگ متوجه شد که نمی‌تواند لستر را به دیزنی بازگرداند و به همین علت، برنامه‌هایی را برای امضای قرارداد تولید با پیکسار برای ساخت فیلم آغاز کرد. دیزنی همیشه تمامی فیلم‌های خود را به‌صورت داخلی ساخته بود و از تغییر این رویه خودداری می‌کرد، اما وقتی تیم برتون که پیشتر در دیزنی کار می‌کرد، قصد داشت تا حقوق کابوس قبل از کریسمس را بازخرید کند، دیزنی قراردادی منعقد کرد که به او اجازه می‌داد تا فیلمش را به‌عنوان فیلم دیزنی، خارج از استودیو بسازد. این اقدام درها را برای پیکسار گشود تا بتواند فیلم‌های خود را خارج از دیزنی بسازد.
هر دو طرف مایل به همکاری بودند. کتمول و آلوی ری اسمیت، یکی دیگر از بنیان‌گذاران پیکسار، مدت‌ها بود که می‌خواستند پویانمایی رایانه‌ای تولید کنند اما تنها در اوایل دههٔ ۱۹۹۰، رایانه‌ها به اندازهٔ کافی ارزان و قدرتمند بودند که این امکان را فراهم کنند. علاوه بر این، دیزنی مجوز سیستم تولید انیمیشن رایانه‌ای پیکسار (سی‌ای‌پی‌اس یا کپس) را صادر کرده بود و باعث شد که این شرکت به بزرگ‌ترین مشتریِ رایانه‌های پیکسار تبدیل شود. جابز برای کاتزنبرگ آشکار کرد که گرچه دیزنی از پیکسار راضی است اما برعکس این موضوع برای پیکسار صدق نمی‌کند. جابز به او گفت: «ما می‌خواهیم با شما یک فیلم بسازیم. این ما را خوشحال می‌کند.» در همان زمان، پیتر اشنایدر، رئیس استودیو انیمیشن والت دیزنی به‌طور بالقوه به ساخت فیلمی بلند با پیکسار علاقه داشت. هنگامی که کتمول، اسمیت و رالف گوگنهایم، رئیس بخش پویانمایی در تابستان ۱۹۹۰ با اشنایدر ملاقات کردند، فضا را گیج‌کننده و بحث‌برانگیز یافتند. آنان بعدها فهمیدند که کاتزنبرگ قصد دارد اگر دیزنی با پیکسار فیلمی بسازد، خارج از حوزهٔ اختیارات اشنایدر خواهد بود که اشنایدر را عصبانی کرد. پس از اولین جلسه، گروه پیکسار با توقعات کم به خانه رفتند و وقتی کاتزنبرگ برای کنفرانس دیگری خبرشان کرد، شگفت‌زده شدند. بیل ریوز (رئیس بخش تحقیق و توسعهٔ پویانمایی)، جابز و لستر به کتمول، اسمیت و گوگنهایم پیوستند. آنان با خود ایده‌ای برای ویژه برنامهٔ تلویزیونی نیم ساعته به نام کریسمس اسباب بازی فلزی آوردند. آنان معتقد بودند که یک برنامهٔ تلویزیونی، راهی معقول برای کسب تجربه، پیش از پرداختن به فیلمی بلند خواهد بود.
آنان کاتزنبرگ را در میز کنفرانس در ساختمانی در استودیوهای والت دیزنی در بربنک ملاقات کردند. کتمول و اسمیت معتقد بودند که حفظ کاتزنبرگ به همکاری با شرکت در طول زمان دشوار خواهد بود. آنان فروش لستر و پویانماهای جوان را در مورد ایدهٔ همکاری با دیزنی که به دلیل نحوهٔ رفتار آنان با پویانماهایش شهرت بدی داشت و کاتزنبرگ که به‌عنوان یک زورگوی مدیریت خرد شهرت داشت را دشوارتر می‌دانستند. کاتزنبرگ خودش در این جلسه بیان کرد: «همه فکر می‌کنند من زورگو هستم. من زورگو هستم اما معمولاً حق با من است.» او ایدهٔ ویژه برنامهٔ نیم ساعته را کنار گذاشت و به لستر، به‌عنوان استعداد اصلی اتاق نگاه کرد و با صراحت خطاب به او گفت: «جان، تو حاضر نشدی با من کار کنی، می‌خواهم از این راه با تو کار کنم.» او از شش بازدیدکننده دعوت کرد تا با پویانماها هم‌صحبت شوند و آنان متوجه شدند که همگی از اظهارات کاتزنبرگ حمایت می‌کنند. پیکسار در این زمان در آستانهٔ ورشکستگی بود و به قرارداد با دیزنی نیاز داشت. کاتزنبرگ اصرار داشت که حقوق فناوری اختصاصی پیکسار برای ساخت پویانمایی سه‌بعدی به دیزنی داده شود اما جابز نپذیرفت. در موردی دیگر، جابز از طرف مقابل مطالبه کرد که پیکسار مالکیت بخشی از فیلم و شخصیت‌ها را داشته باشد و در کنترل حقوق ویدئو و دنباله‌های آن سهیم باشد اما کاتزنبرگ نپذیرفت. دیزنی و پیکسار در قراردادی در تاریخ ۳ مه ۱۹۹۱ بر سر شرایط قرارداد به توافق رسیدند و قرارداد در اوایل ژوئیه امضا شد. در نهایت، در این قرارداد مشخص شد که دیزنی به‌طور کامل مالک تصویر و شخصیت‌های آن و کنترل خلاقانه‌ای در فیلم خواهد داشت و حدود ۱۲٫۵ درصد از درآمدهای حاصل از فروش بلیت را به پیکسار می‌پردازد. دیزنی این قرارداد را برای تولید سه فیلم با پیکسار منعقد کرد و در درآمدهای داستان اسباب‌بازی و دو فیلم بعدی شریک بود.
توافق برای تولید یک فیلم بلند بر اساس اسباب‌بازی فلزی با عنوان رسمی داستان اسباب‌بازی نهایی و تولید آن به زودی آغاز شد.

### نویسندگی
پیش‌نویس اصلی برای داستان اسباب‌بازی که لستر، اندرو استنتون و پیت داکتر نوشته بودند، شباهت چندانی به فیلم‌نامهٔ نهایی نداشت. در آن طرح، تاینی، گروه تک‌نفرهٔ اسباب‌بازی فلزی با وودی که آدمک شکم‌گویی بود، زوجی را تشکیل می‌دادند که به سفری گسترده فرستاده شدند. از نظر کاتزنبرگ که خواهان هیجان بیشتر در داستان فیلم بود، شخصیت مهربان و جسور وودی، به مرور منفی‌تر شد؛ نوعی حسادت که در نهایت باعث تجمع اسباب‌بازی‌های دیگر می‌شود. مدیران دیزنی استوری‌بردها را دیدند و کنترل خلاقانه را به پیکسار واگذار کردند. ایدهٔ اصلی داستان اسباب‌بازی از اولین پیش‌نویس فیلم‌نامه به بعد وجود داشت: «اسباب‌بازی‌ها عمیقاً می‌خواهند بچه‌ها با آن‌ها بازی کنند و این میلِ امیدها، ترس‌ها و اعمال است که آن‌ها را هدایت می‌کند.» کاتزنبرگ احساس کرد که پیش‌نویس اصلی مشکل دارد و به لستر گفت که داستان اسباب‌بازی را به فیلمی فراتر از فیلم‌های زوج هنری تغییر دهد و به آنان پیشنهاد داد تا چند فیلم کلاسیک با موضوع اصلی دو رفیق را ببینند. فیلم‌هایی مانند ستیزه‌جویان و ۴۸ ساعت که در آن دو شخصیت اصلی فیلم که نگرش‌های متفاوتی دارند، در کنار هم قرار می‌گیرند و باید با هم کنار بیایند و به هم ملحق شوند. لستر، استنتون و داکتر در اوایل سپتامبر ۱۹۹۱ با دومین پیش‌نویس ظاهر شدند. اگرچه شخصیت‌های اصلی فیلم هنوز هم تاینی و آدمک بودند اما طرح کلی فیلم در حال شکل‌گیری بود.
فیلم‌نامه تا پیش از نسخهٔ نهایی، تغییرات زیادی را تجربه کرد. لستر به این نتیجه رسید که تاینی «بیش از حد قدیمی» است. شخصیت ابتدایی داستان به یک اکشن فیگور نظامی تغییر یافت و سپس به آن درون‌مایه‌ای فضایی داده شد. نام تاینی به لونار لری، سپس تمپوس از مورف و در نهایت به باز لایتیر (به‌نام فضانورد باز آلدرین) تغییر یافت. بازلایتیر با الهام از لباس‌هایی که فضانوردان آپولو می‌پوشیدند و پوشش اکشن فیگورهای جی.آی. جو طراحی شد. همچنین طرح رنگ ظاهری بازلایتیر به لستر و همسرش، نانسی مربوط می‌شود که رنگ‌های موردعلاقه‌شان به ترتیب سبز و بنفش است. وودی تحت تأثیر عروسک کسپر روح مهربان بود که لستر در کودکی داشت؛ آدمک شکم‌گویی که بند کشیدنی‌ای در پشت خود دارد. این ایده تا زمانی باقی ماند که طراح شخصیت، باد لاکی پیشنهاد کرد وودی را می‌توان به آدمک گاوچران تبدیل کرد. لستر از تضاد بین ژانرهای وسترن و علمی-تخیلی خوشش آمد و بلافاصله شخصیت داستان تغییر کرد. در نهایت، تمام جنبه‌های ساختگی شکم‌گویی از شخصیت حذف شد زیرا «فریب‌کارانه و بدجنسی» به نظر می‌رسید. با این حال، نام وودی را برای ادای احترام به بازیگر وسترن، وودی استرود حفظ کردند.
فیلم‌نامهٔ داستان اسباب‌بازی به شدت تحت تأثیر ایده‌های فیلم‌نامه‌نویس، رابرت مک‌کی قرار گرفت. اعضای تیم داستان پیکسار که از لستر، استنتون، داکتر و جو رنفت تشکیل می‌شد، می‌دانستند که بیشترِ آنان در فیلم‌نامه‌نویسیِ فیلم‌های بلند مبتدی هستند. هیچ‌کدام از آنان به غیر از رنفت که کلاس داستان در کل‌آرتس تدریس می‌کرد و کارهای استوری‌بردی انجام داده بود، هیچ داستان بلندی ننوشته بودند یا نام آن‌ها در عنوان فیلم‌ها نیامده بود. به‌دنبال جستجوی بینش، لستر و داکتر در سمینار سه روزه‌ای که مک‌کین در لس آنجلس ارائه می‌کرد، شرکت کردند. اصول او که براساس فن شعر از ارسطو استوار بود، برای نمونه حکم می‌کرد که تصمیمات یا اقداماتی که یک شخصیت برای حل مشکلاتش انجام می‌دهد، مؤلفه‌ای مناسب برای ارزیابی میزان واقع‌گرایی یا عقیدهٔ او است. دیزنی همچنین جوئل کوهن و الک سوکولو و سپس جاس ویدون را برای کمک به توسعهٔ فیلم‌نامه منصوب کرد. ویدون متوجه شد که فیلم‌نامه، ساختاری عالی دارد اما دست‌وپاشکسته است. او شخصیت رکس را به داستان اضافه کرد و به‌دنبال نقشی محوری برای عروسک باربی بود؛ عروسکی که به بو پیپ تغییر یافت، زیرا متل مجوز شخصیت را نمی‌داد. ویدون همچنین شخصیت بازلایتیر را مورد بازنگری قرار داد و او را از شخصیتی کم‌هوش اما شاد و خودآگاه به شخصیتی اکشن که نمی‌داند اسباب‌بازی است، تغییر داد که این امر فیلم را متحول کرد. درحالی‌که ساخت فیلم در حال انجام بود، تیم داستان به ترمیم و بررسی فیلم‌نامه ادامه داد. از جمله مواردی که بعدها به فیلم‌نامه اضافه شد، روبروشدن باز با موجودات بیگانهٔ فضایی در سیارهٔ پیتزا بود که از جلسهٔ طوفان فکری با ده‌ها کارگردان، طراح استوری‌برد و پویانمای دیزنی به وجود آمد.

### گزینش صداپیشگان
مدیران دیزنی پس از شنیدن ایدهٔ اصلی فیلم و برگزاری چند جلسه، در ژانویه ۱۹۹۳ به جان لستر و گروهش اجازه داد تا نوشتن فیلم‌نامه را آغاز کنند و همان زمان بود که گزینش صداپیشگان نیز آغاز شد.
پل نیومن که پس از آن نقش دکتر هادسون را در ماشین‌ها، یکی دیگر از فیلم‌های پیکسار پذیرفت و همچنین رابین ویلیامز و کلینت ایستوود را برای صداپیشگیِ نقش وودی در نظر گرفته بودند. لستر همیشه می‌خواست تام هنکس صداپیشهٔ شخصیت وودی باشد و ادعا می‌کرد که هنکس «توانایی دارد احساسات را بپذیرد و آن‌ها را لمس کند» و تحت تأثیر بازی موفق او در لیگ خودشان قرار گرفت. برای سنجش اینکه چگونه صدای یک بازیگر ممکن است با شخصیت مطابقت داشته باشد، لستر تکنیک رایج دیزنی را به عاریت گرفت: یک مونولوگ آوازی از یک بازیگر شناخته شده را متحرک کنید تا صدای بازیگر را با ظاهر یا اعمال شخصیت پویانمایی ترکیب کنید. برای آزمایش فیلم خام، از صدای هنکس در ترنر و هوک استفاده شد و هنکس متقاعد شد تا وارد پروژه شود.
گروه تولید بیلی کریستال را برای صداپیشگیِ باز لایتیر در نظر گرفتند و در آزمایش، از صدایش در وقتی هری سالی را دید… استفاده کردند اما او این نقش را نپذیرفت. کریستال معتقد بود که این سبک از پویانمایی جدید است و به آزمایشی شباهت دارد که ممکن است شکست بخورد. او بعداً قبول کرد تا صداپیشهٔ مایک وازوفسکی در شرکت هیولاها، یکی دیگر از فیلم‌های پیکسار باشد. کاتزنبرگ این نقش را به تیم آلن که در بهبود ایفای نقش می‌کرد، پیشنهاد کرد و او پس از جلسهٔ آزمایشی در دیترویت، این نقش را می‌پذیرد. نقش‌آفرینی هنکس و آلن در داستان اسباب‌بازی، اولین حضور آنان در فیلم پویانمایی بود.
لستر از دان ریکلس خواست تا صداپیشگیِ شخصیت آقای کله سیب‌زمینی را برعهده بگیرد. برای متقاعدکردن او، لستر، توماس شوماخر و چند نفر دیگر با مجسمه‌ای از آقای سیب‌زمینی به دیدار ریکلس رفتند. انتخاب صداپیشه برای اسلینکی کمی طولانی‌تر شد، زیرا تیم تولید به‌دنبال بازیگری با لهجهٔ کنایه‌آمیز بود. جان کلیز برای صداپیشگیِ این شخصیت انتخاب شد اما در نهایت این نقش را به جیم وارنی دادند. قبل از آنکه والاس شاون برای صدای رکس انتخاب شود، تهیه‌کنندگان ریک مورانیس را به‌عنوان صداپیشهٔ این شخصیت در نظر داشتند. مورانیس در مجموعه‌فیلم‌های شکارچیان نقش شخصیتی ترسو و وحشت‌زده را بازی کرده بود.

### توقف تولید
لستر و گروهش هر دو هفته یک‌بار استوری‌بردها و فیلم‌های خام را به مدیران دیزنی نشان می‌دادند. پیکسار با نوآوری فنی خود دیزنی را تحت تأثیر قرار داد اما این موضوع دربارهٔ طرح داستان صدق نمی‌کرد. در جلسه‌های معرفی و نمایش، کاتزنبرگ بخش زیادی از فیلم را پاره می‌کرد و نکاتی را گوشزد می‌کرد تا در فیلم اعمال شود. او می‌خواست دو شخصیت اصلی فیلم «آسیب‌پذیرتر» باشند. دیزنی می‌خواست این فیلم که داستان اسباب‌بازی نام دارد برای بزرگسالان نیز جذاب باشد. پس از یادداشت‌ها و نکاتی که کاتزنبرگ و سایر کارشناسان دیزنی اظهار کردند، قرار شد تا وودی شخصیتی کاملاً دوست‌داشتنی نباشد. لستر و گروهش پیش‌نمایشی از فیلم را در ۱۹ نوامبر ۱۹۹۳ به دیزنی ارائه کردند. رخدادی که اعضای گروه از آن به‌عنوان «جمعهٔ سیاه» یاد می‌کنند. نتیجه فاجعه‌بار بود و وودی به‌عنوان شخصیتی غیرقابل تحمل معرفی شد. پیتر اشنایدر، رئیس استودیو انیمیشن والت دیزنی که با ایده‌های کاتزنبرگ برای راه‌دادن غریبه‌ها به شرکت مخالف بود، دستور داد تا تولید فیلم به‌سرعت متوقف شود. کاتزنبرگ نیز پذیرفت و توماس شوماخر، همکار اشنایدر بعدها اظهار کرد که اجرای دستورهای کاتزنبرگ باعث شده بود تا فیلم از مسیر اصلی خود خارج شود.
لستر از آنچه نمایش یافته بود شرمنده شد و بعدها درباره‌اش گفت: «چیزی که نمایش داده شد حسابی شرمنده‌ام کرد. قصه‌ای بود پُر از پَست‌ترین و غمگین‌ترین شخصیت‌هایی که تا آن زمان دیده بودم.» دیزنی خواهان تعطیلی پروژه شد و از گروه پیکسار خواست تا بخش بزرگی از کارکنان را اخراج کنند و گروه داستان نیز به بربنک منتقل شود تا فیلم زیرنظر دیزنی تولید شود. لستر از دیزنی فرصتی دو هفته‌ای خواست تا روی اصلاح و بازنویسی فیلم‌نامه کار کنند و کارکنان نیز پیش از تعطیلات آخر سال در واحد تبلیغات مشغول به کار بمانند. با توقف تولید از سوی مدیران دیزنی، جابز تولید فیلم را با هزینهٔ شخصی ادامه داد و به‌جای دخالت در امر تولید، به مدیریت همکاری پیکسار و دیزنی پرداخت. پیکسار پس از گذر از این دوران که بی.زی. پتروف، مدیر بخش داستان از آن به‌عنوان روزهای ترسناک یاد می‌کند، توانست نسخهٔ جدید فیلم‌نامه را آماده کند. با حضور جو رنفت، فیلم‌نامه‌نویس کهنه‌کار، وودی به شخصیت دوستانه‌تری تغییر یافت و از رئیس زورگوی اسباب‌بازی‌های اندی به رهبری عاقل تبدیل شد. حسادت وودی پس از ورود باز لایتیر به داستان نیز شکل دلسوزانه‌تری به خود گرفت. صحنه‌ای که در نسخهٔ قبلی وجود داشت که وودی باز را از پنجره به بیرون پرتاب می‌کند و سپس می‌گوید: «اینجا دنیایی است که اسباب‌بازی، اسباب‌بازی را می‌خورد.» دوباره نوشته شد تا سقوط باز تصادفی نشان داده شود که با برخورد به چراغ مطالعه‌ای که در چراغ مطالعه کوچک‌تر ظاهر شده بود به بیرون پرت می‌شود. آغاز فیلم نیز با مقدمه‌ای ساخته شد که اندی را در حال بازی با وودی نشان می‌دهد تا احساسات بیشتری دیده شود.
کاتزنبرگ و اشنایدر رویکرد تازهٔ فیلم‌نامه را تأیید کردند و تولید فیلم از فوریه ۱۹۹۴ از سر گرفته شد. با چراغ سبز مدیران دیزنی، اعضای گروه تولید اخراج نشدند و به‌سرعت بر تعدادشان افزوده شد؛ به‌طوری‌که کارکنان از ۲۴ نفر به ۱۱۰ نفر افزایش یافت. کاتزنبرگ به دلیل ترس از دفع تماشاگران نوجوان، عنوان نهایی فیلم را برای گنجاندن عبارت «اسباب‌بازی» رد می‌کند. او به دلیل اختلاف نظر با مایکل آیسنر، مدیرعامل وقت دیزنی، این شرکت را ترک می‌کند و جانشین او با استفاده از عنوان داستان اسباب‌بازی مخالفت نمی‌کند.

## نمایش دوباره

پوستر فیلم‌ها جهت اکران مجدد اکتبر ۲۰۰۹ - عبارت روی پوستر: «۱» بلیت «۲» فیلم «۳» بعدی

داستان اسباب بازی در ۲۲ نوامبر ۱۹۹۵ اکران شد. اما در اکتبر ۲۰۰۹ بعد از ۱۴ سال به همراه قسمت دوم این انیمیشن با عنوان داستان اسباب بازی ۲ روی سیستم جدید سه بعدی رفت.

## جوایز
- شصت و هشتمین دوره جوایز اسکار

| قسمت                | نامزد                                                  | نتیجه    |
| ------------------- | ------------------------------------------------------ | -------- |
| فیلم‌نامه اوریژینال  | جاس ویدون، اندرو استنتون، جان لستر، پیت داکتر، جو رنفت | نامزدشده |
| بهترین ترانه        | رندی نیومن                                             | نامزدشده |
| بهترین موسیقی فیلم  | رندی نیومن                                             | نامزدشده |
| بهترین دستاورد ویژه | جان لستر                                               | برنده    |

- پنجاه و سومین مراسم گلدن گلوب

| قسمت                            | نامزد      | نتیجه    |
| ------------------------------- | ---------- | -------- |
| بهترین فیلم کمدی یا موزیکال     |            | نامزدشده |
| بهترین آهنگ اورجینال فیلم متحرک | رندی نیومن | نامزدشده |

- بیست و چهارمین دوره جوایز آنی

| قسمت                           | نامزد                                                  | نتیجه    |
| ------------------------------ | ------------------------------------------------------ | -------- |
| بهترین دستاورد در نویسندگی     | جاس ویدون، اندرو استنتون، جان لستر، پیت داکتر، جو رنفت | برنده    |
| بهترین دستاورد در صداپیشگی     | تام هنکس                                               | نامزدشده |
| بهترین دستاورد فردی در انیمیشن | پیت داکتر                                              | برنده    |
| بهترین دستاورد در طراحی تولید  | رالف اگلستون                                           | برنده    |
| بهترین دستاورد در موسیقی       | رندی نیومن                                             | برنده    |
| بهترین دستاورد در کارگردانی    | جان لستر                                               | برنده    |
| بهترین دستاورد در تولید        | بانی آرنولد و رالف گوگنهایم                            | برنده    |
| بهترین انیمیشن بلند            | داستان اسباب بازی                                      | برنده    |

این کار در سال ۱۹۹۶ نامزد دریافت ۷ جایزه و برندهٔ ۹ جایزه در زمینه‌های مختلف از جمله بهترین موسیقی و فیلمنامه شد.

## دنباله(ها)
دو سال پس از تولید داستان اسباب بازی، پیکسار شروع به ساخت قسمت دوم این اثر کرد و چهار سال بعد، منتشر کرد. پس از داستان اسباب بازی ۲، پیکسار شروع به ساخت قسمت سوم کرد و در سال ۲۰۱۰ منتشر کرد. بنابراین، ماشین ها ۲ محصول ۲۰۱۱، اولین دنباله‌ی پیکسار غیر از داستان اسباب بازی است. پس از این، پیکسار گفت دیگر بر روی اسباب بازی ها کار نمی کند. صداپیشگان وودی و باز (تام هنکس و تیم آلن) برای ساخت قسمت چهارم ابراز علاقه کردند. نه سال پس از ساخت قسمت سوم، پیکسار داستان اسباب‌بازی ۴ را منتشر کرد. سپس، به گفته‌ی جاش کولی ‌کارگردان قسمت چهارم و تام هنکس صداپیشه‌ی کاراکتر وودی، قسمت پنجمی در کار نخواهد بود. اما تیم آلن صداپیشه‌ی باز، نظر نویسندگان را عوض کرد و در سال ۲۰۲۳، باب ایگر مدیرعامل شرکت دیزنی از ساخت یخ زده ۳، زوتوپیا ۲ و داستان اسباب بازی ۵ خبر داد. چندی بعد، دیزنی اعلام کرد که قسمت پنجم داستان اسباب بازی در ۱۹ ژوئن ۲۰۲۶ اکران خواهد شد.

## واژه‌نامه
1. ↑  Porcelain
2. ↑  Pixar Image Computer
3. ↑  Alvy Ray Smith
4. ↑  Computer Animation Production System
5. ↑  Peter Schneider
6. ↑  Ralph Guggenheim
7. ↑  Bill Reeves
8. ↑  A Tin Toy Christmas
9. ↑  G.I. Joe
10. ↑  Casper the Friendly Ghost
11. ↑  Joel Cohen
12. ↑  Alec Sokolow
13. ↑  Thomas Schumacher
14. ↑  B.Z. Petroff